# Teinobasis albula
Teinobasis albula – gatunek ważki z rodziny łątkowatych (Coenagrionidae).